# George Whiting Flagg
George Whiting Flagg (New Haven, 26 de junho de 1816 - Nantucket, 5 de janeiro de 1897)  foi um pintor americano de cenas históricas e de retratos do gênero. Era de uma família de artistas proeminentes, incluindo seu irmão, Jared Bradley Flagg, e o tio Washington Allston.

## Início de vida
Flagg foi um dos sete filhos do prefeito de New Haven, Henry Collins Flagg e Martha (Whiting) Flagg. Ambos os irmãos Flagg estudaram pintura com seu tio, Washington Allston.
Através de sua irmã Rachel e seu primeiro marido Abraão, era o tio de Alice Claypoole Gwynne, que se casou com Cornelius Vanderbilt II em 1867. Através de seu irmão Jared, era o tio do arquiteto de Belas Artes Ernest Flagg.

## Carreira

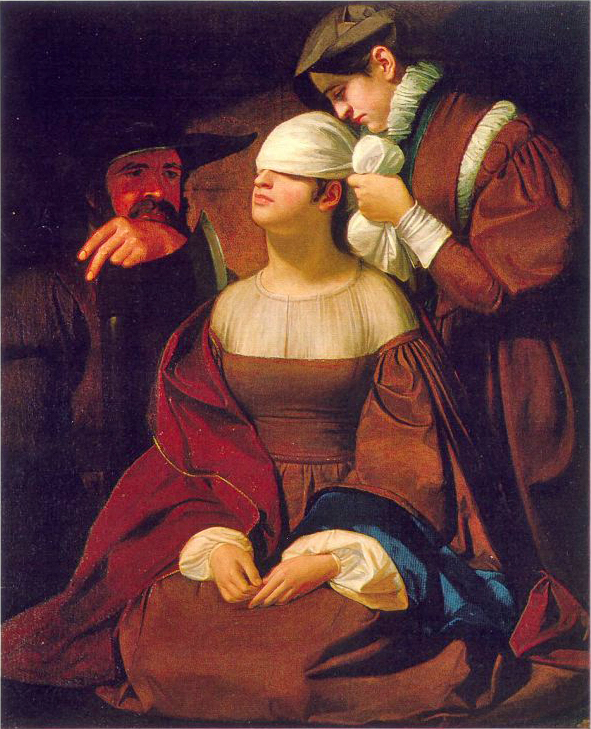
Lady Jane Grey, preparando-se para a execução (1835). O Centro Henry Luce II para o Estudo da Cultura Americana, Nova York.

Os primeiros trabalhos de George Whiting Flagg incluíram Garoto Ouvindo uma História de Fantasma, Um Jovem Grego, e Jacob e Rachel no Poço.
Uma pintura intitulada O Assassinato dos Príncipes, de Richard Ill, proporcionou a Flagg o patrocínio de Luman Reed, um comerciante e empresário da cidade de Nova Iorque, através do qual ele passou três anos estudando na Europa, e depois viveu por seis anos em Londres.
Outra das primeiras pinturas de George Flagg, Lady Jane Grey preparando-se para a execução, iria torná-lo famoso. Sua fama rapidamente diminuiu, no entanto, quando a pintura histórica tornou-se progressivamente menos elegante.
Entre os seus trabalhos mais conhecidos deve ser mencionado Landing of the Pilgrims; Landing of the Atlantic Cable; Washington Receiving his Mother's Blessing, which has been frequently engraved; The Good Samaritan; and Columbus and the Egg (1867). George Flagg's The Match Girl, Haidee, e The Scarlet Letter foram pintados enquanto ele morava em Londres.
Em 1851, George Whiting Flagg foi eleito membro da Academia Nacional de Desenho.

### Últimos anos
Mais tarde na vida, George Flagg estudou teologia e entrou para o ministério, mas acabou retornando à pintura, principalmente retratos, durante seus anos de declínio.
Flagg viveu seus últimos anos em sua casa localizada em Westminster Street, na ilha de Nantucket, em Massachusetts, até sua morte em 1897. Continuou a pintar em um pequeno estúdio ao lado desta casa. Acima da lareira no quarto no andar de cima, Flagg manteve seu trabalho conhecido como "Aquele que faz a pressa para ser rico não será inocente".

## Vida pessoal
Em 14 de fevereiro de 1849, Flagg casou com Louisa Henriques. Juntos, foram os pais de quatro filhos, incluindo:
- George Allston Flagg (1849-1942), que se casou com Thirza Mahalia Kisby (1853-1930).
- Emanuel Henriques Flagg (1855-1936), que se casou com Ella Martha Beegle (1858-1931) em 1885.

Flagg morreu em 5 de janeiro de 1897 em Nantucket, Massachusetts. 